# Trimstein
Trimstein est une localité et une ancienne commune suisse du canton de Berne, située dans l'arrondissement administratif de Berne-Mittelland.

## Histoire
Le village de Trimstein, situé au dessus de la vallée de l'Aar, a passé entre les mains de plusieurs familles bourgeoises de Berne avant de rejoindre, avec Eichi, la commune de Rubigen jusqu'en 1993 où elle devient une commune à part entière jusqu'au 1er janvier 2013 et son annexion dans la commune de Münsingen.